# Буркин (станция)
Буркин — разъезд Приволжской железной дороги, в 25 километрах от Саратова, на отрезке электрифицированной железнодорожной линии Саратов — Петров Вал.

## Описание
Разъезд назван по расположенной поблизости деревне Буркин Буерак. Станция имеет четыре железнодорожных пути с двумя пассажирским платформами. Станция расположена на границе памятника природы регионального значения Буркинский лес, имеющего большое рекреационное и туристическое значение для жителей города Саратов, и области.
Осуществляются пригородные перевозки пассажиров на Карамыш, Тарханы, Зоринский, Татищево, Ивановский, Сенную, Сухой Карабулак.

## История
Разъезд открыт в 1942 году как станция «Волжской рокады». После Великой Отечественной войны передана Рязано-Уральской железной дороге. Электрифицирована в 2000 году.

## Деятельность
Посадка и высадка пассажиров на (из) поезда пригородного и местного сообщения.